# Мавзолей Теодориха
Мавзолей Теодориха Великого (итал. Mausoleo di Teodorico) — мавзолей в предместье Равенны, который король остготов Теодорих построил в 520 году для своей будущей могилы. Единственный уцелевший памятник остготского зодчества и единственный сохранившийся мавзолей древнегерманского короля.
В 1996 году мавзолей в составе раннехристианских памятников Равенны был включён в число объектов Всемирного наследия ЮНЕСКО.
В настоящее время имеет статус музея. Разрешён доступ посетителей. Вход платный.

## История мавзолея

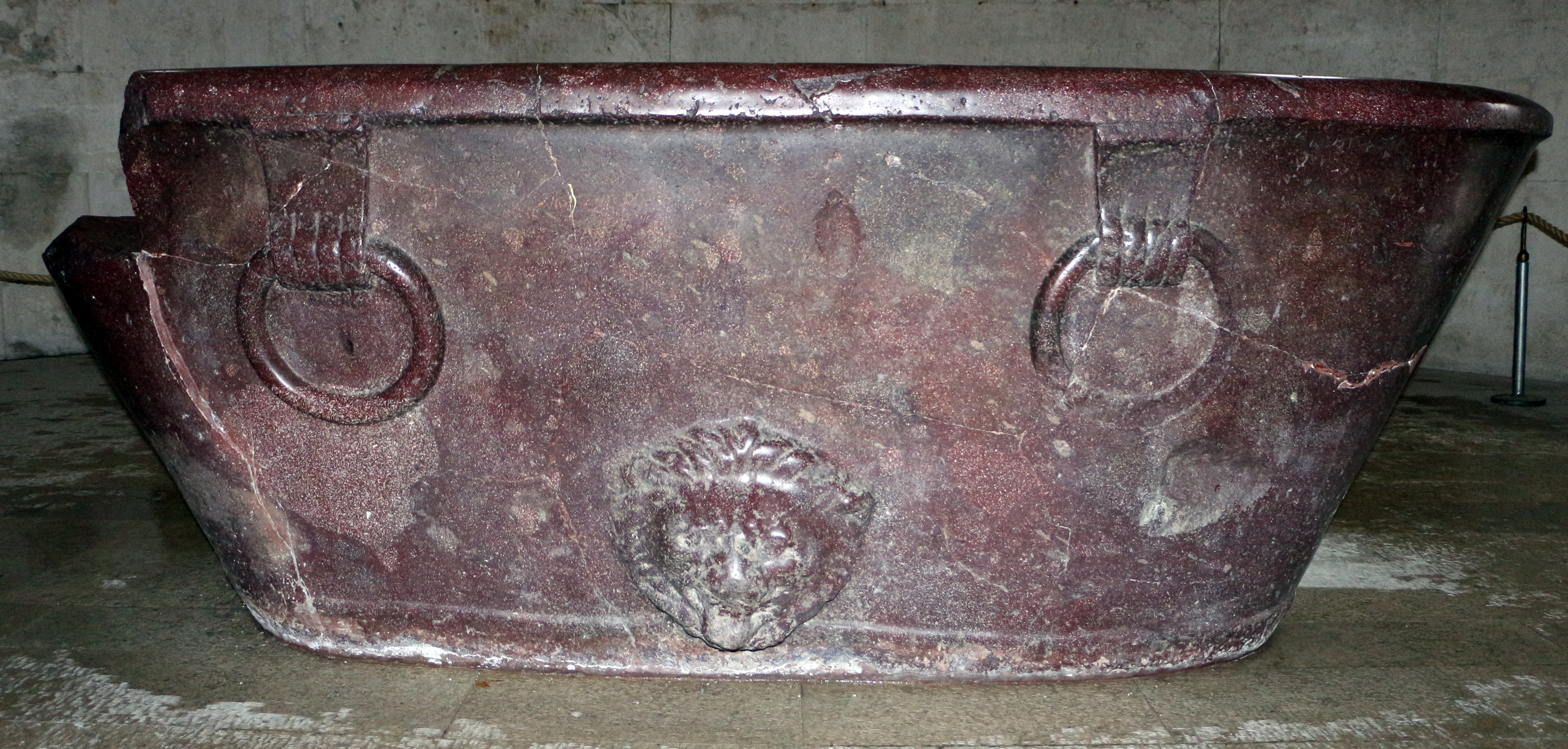
Порфирный Лабрум

Построен из истрийского камня на двух десятигранных ярусах, которые венчает десятиметровый купол, вытесанный из цельного 300-тонного камня, возможно, в подражание шатрам германцев. Поскольку средств поднять столь тяжелую плиту у готов не было, мавзолей был засыпан землей по самый верх, после чего купол путём втаскивания поместили на место, а землю удалили. Местом для строительства мавзолея было выбрано уже существовавшее за пределами Равенны кладбище готов.
С переходом Равенны под власть Юстиниана тело Теодориха было вынесено из мавзолея, а сам он обращён в часовню. Порфирный саркофаг готского властителя ныне пустует. Близость ручья привела к подмыву фундаментов, что потребовало в XIX веке вмешательства реставраторов. В начале XX века посетивший мавзолей искусствовед Павел Муратов написал:
Напрасно церковная легенда ввергнула душу короля-арианина в жерло Этны, напрасно предавала её дьяволу. В народном представлении Теодорих остался одним из покровителей и заступников Равенны, не менее могущественным, чем святые Ромуальд и Аполлинарий. Гробница готского короля посещается всеми путешественниками, бывающими в Равенне. Что привлекает их сюда? Память Теодориха едва ли может быть кому-нибудь дорога. И однако, посещение этого мавзолея оставляет в душе каждого путешественника, не историка и не эрудита, след более глубокий, чем простое любопытство. Это одно из тех мест на свете, где почему-то дано живо ощущать ход веков, где такое отвлечённое понятие, как "история", чувствуется с захватывающей силой и близостью. Здесь мы невольно верим в существование общности с прошлым, в какую-то странную, тончайшую и сложнейшую связь между нашей судьбой и судьбой легендарного короля.

## Внешнее и внутреннее убранство

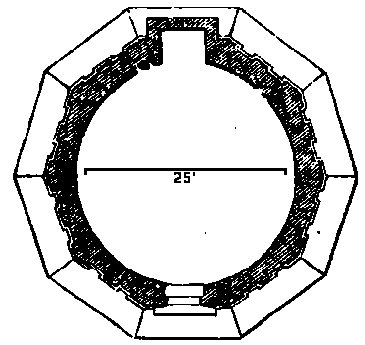
План мавзолея (второй ярус)

Мавзолей имеет два уровня (яруса): на верхнем расположен саркофаг Теодориха, а нижний вероятно предназначался для захоронения членов его семьи или являлся капеллой для заупокойных богослужений.
Нижний ярус мавзолея имеет десять граней, выделенных нишами с полукруглыми арками. В одной из ниш расположен вход в мавзолей. Внутреннее помещение яруса построено в форме креста. Свет попадает внутрь через шесть небольших окон, расположенных по периметру.
Верхний ярус имеет меньший диаметр и также выполнен в форме десятигранника, переходящего в кольцевую часть на которую опирается купол. Верх периметра второго яруса украшен фризом.
Монолитный купол украшен двенадцатью каменными «скобами», которые вероятно несут не только декоративную функцию, но и использовались для транспортировки и установки купола. На торце «скоб» вырезаны имена двенадцати апостолов. Под куполом видны следы мозаичного креста, некогда осенявшего верхний ярус.